# Оябе
Оябе (яп. 小矢部市 Оябэ-си) — город, расположенный в префектуре Тояма, Япония. Площадь  составляет 134,11 км², население — 30 740 человек (1 июля 2014), плотность населения — 229,21 чел./км². Статус города получен 1 августа 1962 года. Через город протекает одноимённая река.

## Население
Население города оценивается в 30 740 человек (1 июля 2014), а плотность — 229,21 чел./км². Изменение численности населения с 1980 по 2005 годы:
| 1980 | 36 497 чел. |  |
| 1985 | 36 711 чел. |  |
| 1990 | 36 374 чел. |  |
| 1995 | 35 785 чел. |  |
| 2000 | 34 625 чел. |  |
| 2005 | 33 533 чел. |  |

Согласно статистическим данным 2018 года, население города Оябе составляет 30.328 человек.